# Epistolario (religión)

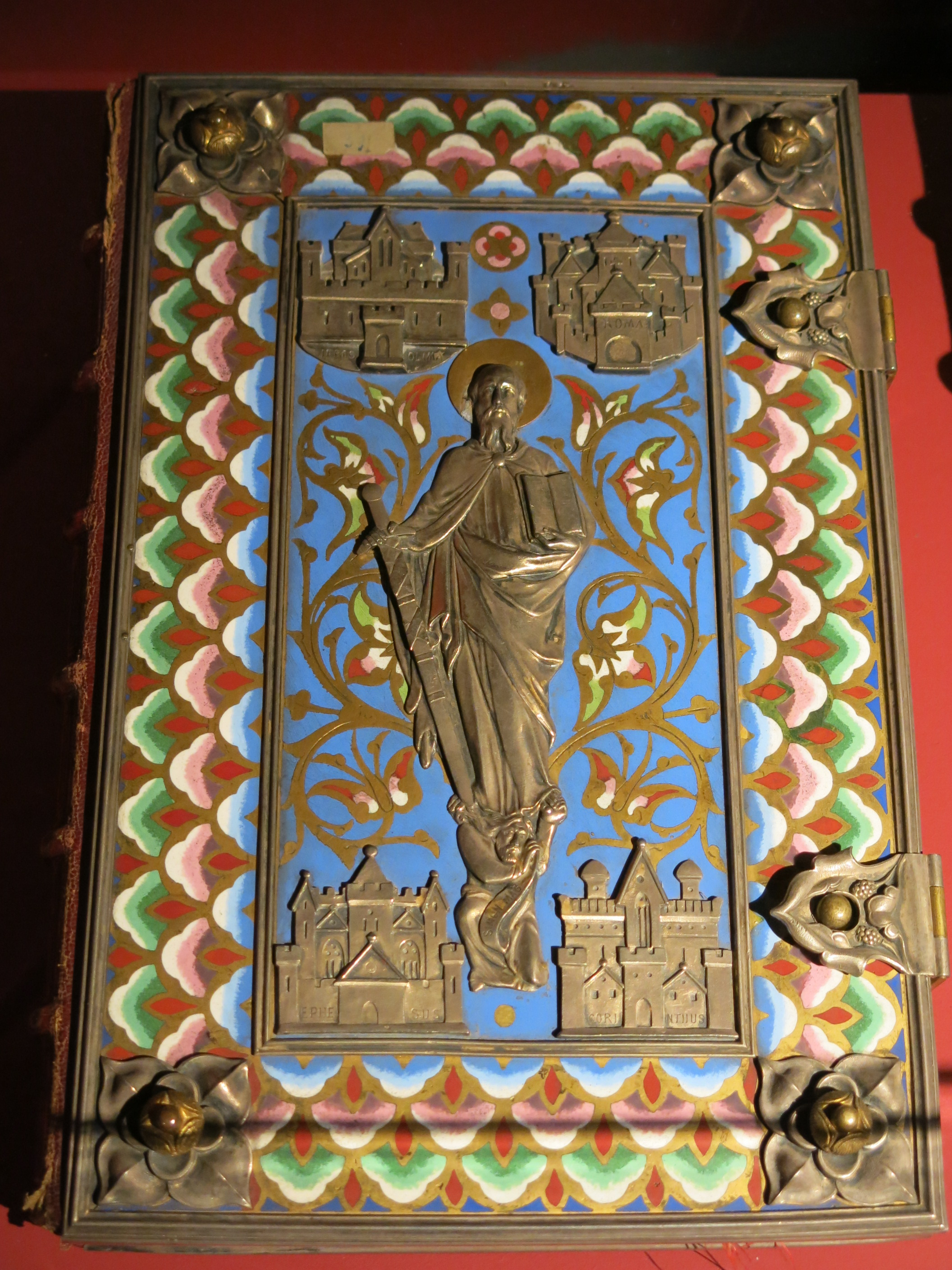
Epistolario del tesoro de la Catedral de Notre Dame

Se llama epistolario al libro que contiene las epístolas de la Iglesia que deben cantarse. 
Las iglesias ricas tienen un libro de este género especialmente destinado a que lo lleve el subdiácono a la tribuna.
Se poseen todavía antiguos epistolarios manuscritos o impresos con encuadernaciones muy lujosas. Pero generalmente afectaban decorar el libro de las epístolas con menos esmero que el evangeliario. Así un escritor litúrgico debe haber visto un epistolario del siglo XV, cuya cubierta ha de haber estado sobrecargada de ornamentos de plata, mientras que el evangeliario ha de haber estado brillante de oro y de piedras preciosas.